# Història de les inundacions de Girona
Al llarg de la història hi ha hagut moltes inundacions a Girona. Aquesta ciutat, capital de la comarca del Gironès, situada entre els massissos de les Gavarres i les Guilleries, i on conflueixen quatre rius –el Ter, l'Onyar, el Galligants i el Güell, que li donen el sobrenom de «la ciutat dels quatre rius»–, ha viscut uns 150 episodis d’inundacions (sobretot fluvials) des que l'any 1193 se'n va documentar la primera. La majoria de les inundacions han estat a causa del desbordament dels rius (sovint de més d'un a la vegada), i l'època que són més freqüents és durant el darrer tram de l'any (de setembre a desembre).
Les inundacions més importants documentades van tenir lloc el 1843 (amb més d'un centenar de víctimes), el 1940 (conegut com a Aiguat de Sant Lluc, que provocà de 6 a 15 víctimes i nombrosos damnificats) i el 1970 (amb grans afectacions materials). A causa de les freqüents catàstrofes hidrològiques, la ciutat de Girona s'ha anat adaptant al llarg del temps per a intentar pal·liar-ne els efectes.

## Situació i característiques hidrològiques de Girona
La ciutat de Girona, capital de la província de Girona i de la comarca del Gironès, està situada entre els massissos de les Guilleries i les Gavarres. Hi conflueixen quatre rius: el Ter, l’Onyar, el Galligants i el Güell.

### Els quatre rius
Girona és travessada per quatre cursos fluvials (el Ter, l’Onyar, el Galligants i el Güell), i se li ha donat el sobrenom de «la ciutat dels quatre rius».
El més important dels quatre és el Ter, que neix a la localitat d'Ulldeter, al Ripollès, i desemboca a la platja de Pals, al Baix Empordà. Té un règim nivopluvial i assoleix el pic de cabal durant el mes de maig; tanmateix, en l'actualitat existeixen diversos embassaments al llarg del seu recorregut (Sau, Susqueda i el Pasteral) que fan que el cabal del riu sigui molt regulat. Els altres tres rius hi aporten la seva aigua: l'Onyar i el Güell directament, mentre que el Galligants desemboca a l'Onyar. De fet, el Güell desembocava a l'Onyar fins a l'any 1968, quan fou canalitzat i desviat cap al Ter a causa de la multitud d'inundacions que provocava. A part dels quatre rius, existeixen o han existit també altres corrents fluvials com rieres, torrents i recs com, per exemple, la Séquia Monar o la riera Bullidors.
| Riu        | Naixement                                | Cota de naixement | Desembocadura      | Longitud |
| ---------- | ---------------------------------------- | ----------------- | ------------------ | -------- |
| Ter        | Ulldeter, Ripollès                       | 2.400 msnm        | Pals, Baix Empordà | 195 km   |
| Onyar      | Brunyola i Sant Martí Sapresa (la Selva) | 220 msnm          | Ter (a Girona)     | 34 km    |
| Güell      | Aiguaviva (Gironès)                      |                   | Ter (a Girona)     | 13,5 km  |
| Galligants | Massís de les Gavarres                   | 285 msnm          | Onyar (a Girona)   | 4,5 km   |

## Història de les inundacions
La majoria d'inundacions de Girona han estat com a conseqüència com a desbordament dels rius, encara que en èpoques més recents també s'ha produït un fenomen conegut com a inundació difusa (o per escolament en manta). Això vol dir que els sistemes de drenatge de la ciutat arriben al seu límit de capacitat i no poden processar tota l'aigua que els arriba. Des de les primeres inundacions que es té constància, als voltants dels segles XII-XIII, s'ha produït uns 150 episodis d'inundacions. La majoria dels al·luvions es concentren als mesos del darrer terç de l'any.

### Segles XIV-XV
Les primeres inundacions serioses documentades de la ciutat de Girona foren l'any 1193 (segons Ribas 2007) o en els anys 1377 i 1380, pocs anys després de la pesta negra dels anys 1347-48 (segons Pla 1985). En els anys 1421, 1425 i 1445 –quan Girona era capital de la vegueria de Girona-Besalú– també hi va haver importants inundacions: la segona va causar desperfectes al pont que unia Pedret amb la riba oposada del Ter, i la tercera el va acabar d'ensorrar.
Sembla que la causa dels aiguats era l'estretor del llit del riu Onyar i l'acumulació de runa als seus dos costats. L'oficial-arxiver Francesc Oliver redactà l'any 1366 el següent informe (originalment en castellà): «[…] interceptant el curs de les aigües de l'Onyar amb aquella immensa mola que assentaren dins del seu llit» (en referència a les noves edificacions que s'aixecaren a la plaça de les Cols i a Sant Feliu). Pel que fa al Ter, era un riu que es desbordava fàcilment; quan ho feia, l'Onyar no podia abocar el seu cabal, la qual cosa causava seriosos problemes.

### Segles XVI-XVII
Durant el segle xvi tampoc cessaren els al·luvions: l'any 1519 l’església de Sant Nicolau patí greus danys i hagué de ser reforçada; també se'n produïren els anys 1533, 1534, 1552 –anomenat Aiguat de Sant Lluc, no s'ha de confondre amb l'aiguat del 1940; sense víctimes, l'arxiver municipal Julián de Chía escrigué que «tot l'estiu de l'any següent es navegà amb barques des de la porta de Sant Feliu fins al pont de Pedra»–, 1575, 1579 i un darrer especialment fort el 1599 que causà l'enderrocament d'uns 56 metres de muralla i de dues cases, i també la mort de més de vint persones. A aquestes inundacions les prosseguiren d'altres el 1603, el 1617 –coneguda popularment com a Aiguat del Diluvi; fou una de les més catastròfiques de la història de la ciutat, encara que no deixà víctimes, i afectà bona part de Catalunya–. També el 1623, el 1625, el 1626, el 1645 i el 1663 en la qual el Ter va tirar a terra part de la muralla del Mercadal, que s'hagué de reconstruir. El 1678, que va esfondrar el pont que unia l'Argenteria amb Sant Agustí i causà dues morts, i el 1669 en la qual també el Ter va rebentar el dic de protecció de la ciutat.

### Segles XVII-XIX
El segle xviii va començar amb la reconstrucció del pont de Sant Agustí, destruït per la inundació del 1678, que es feu de dues arcades. Tanmateix, resultà demolit per una nova inundació l'any 1737. Durant aquest segle també hi va haver altres episodis d'inundacions els anys 1716, 1726, 1732, 1735, 1763 –Aiguat de Santa Teresa– i 1777. Durant el segle xix –època en la qual la ciutat tenia uns 6.000 habitants– els negaments continuaren: n'hi hagué els anys 1801, 1802, 1814, 1819, 1826, 1828, 1829 –especialment fort–, el 1840, el 1843 –causà més d'un centenar de víctimes; vegeu a sota–, 1850, 1853, 1861 –70 cases esfondrades i dues víctimes–, 1872, 1884, 1897 i 1898.

#### Aiguat de 1843
Els dies 18 i 19 de setembre de l'any 1843, Girona sofrí una de les inundacions més catastròfiques de la seva història. Després d'uns dies de pluja, el matí del dia 18 tots quatre rius es desbordaren i, tot i que a la tarda parà de ploure, prop de mitjanit hi hagué una forta tempesta sobre Sant Daniel que feu créixer molt les aigües del riu Galligants. El barri de Sant Pere resultà destruït, i tota la part baixa de la ciutat s'inundà. Les aigües malmeteren greument el monestir de Sant Pere de Galligants i n'arrossegaren la imatge de la Verge del Remei, que fou recuperada més tard. L'aiguat causà més d'un centenar de víctimes; el nombre exacte és desconegut: les diverses fonts (com la crònica de l'arxiver de la ciutat o la memòria de l'ajuntament) el situen entre 115 i 160.

### Segle XX - actualitat
El 7 d'octubre de 1919 tingué lloc el primer negament important de la ciutat durant el segle xx, quan es desbordà el riu Ter a l'altura del Pasteral i, en poc temps, les aigües descontrolades arribaren a la ciutat i s'afegiren a les del Güell i l'Onyar; no es té constància que hi hagués víctimes, però va deixar importants danys materials a les hortes del nord de la ciutat (zona de la Devesa i barris del Mercadal, Sant Pere de Galligants i Pedret).
També altres aiguats rellevants de les que val la pena destacar són les ocorregudes a Amer el setembre de 1926 que va immortalitzar Valentí Fargnoli Annetta amb la seva càmera fotogràfica i que afectaren bastant el Ter aigües Girona avall, destruint diversos ponts i modificant la llera fluvial. A Catalunya aquest aiguat va ser conegut com a aiguat de Sant Ramon.
El denominat Aiguat de Sant Lluc, que s'inicià el 18 d'octubre de 1940 i durà de tres a quatre dies, va ser un dels més devastadors mai registrats a les comarques gironines (encara que la comarca més afectada de Catalunya fou Osona). El desbordament del Ter (que va inundar tota la Devesa, l'Onyar (que al barri vell va arribar als dos metres d'alçada) i el Güell (que va ensorrar el pont de Mart) va provocar la mort d'una desena de persones (entre les quals l'alferes Huarte, que morí ajudant a salvar gent i que dona nom a un pont actual) i grans desperfectes a la ciutat, que tot just es recuperava de la Guerra Civil espanyola. El diari El Pirineo del mateix 18 d'octubre al vespre informava el següent: «las aguas, irrumpiendo por la ciudad, han inundado las calles bajas, de ambos extremos llegando a calles y plazas en los que tan sólo en muy pocas ocasiones parecidas habían llegado. […] La altura máxima que llegaron a alcanzar las aguas del Ter al pasar por nuestra ciudad era de más de siete metros sobre el nivel ordinario, abarcando una anchura de tres kilometros».
La dècada dels seixanta veié les tres darreres inundacions importants, els anys 1962, 1963 i 1970. De les tres, la del 12 d'octubre de 1970 fou la més important: s'assoliren 1,26 m d'aigua al carrer Ballesteries (Barri vell) en la inundació que més desperfectes causà en tot el segle: el riu Onyar, després de trencar un mur de contenció, va envair els carrers de la ciutat, mentre que el Güell i la riera Massana inundaren el barri de Sant Narcís. No hi va haver cap víctima mortal, però es comptaren 2.000 afectats i unes pèrdues de 500 milions de pessetes.

## Adaptació de la ciutat
En el s. XIV, després de les inundacions la part de l'Areny (o «taules de l'Areny») s'aprofitava com a terreny de conreu. A finals del segle xv es construí una presa amb comportes al sector nord de Girona que fou molt criticada pels veïns de la part baixa de la ciutat. També existia una presa a la boca del Galligants que fou enderrocada el 1589.
En el segle xviii, els veïns gironins creien que la presa de La Manola, situada a Pedret, era la causant de les inundacions periòdiques que assolaven la ciutat. Després de l'aiguat de 1732, van demanar a l'ajuntament, mitjançant el governador militar, que s'enderroqués la presa, cosa que els pèrits no van aprovar; tanmateix, la presa va ser demolida més tard, l'any XXX. El 1722 es va construir un mur de defensa d'aigües i una barana contra l'acció del Ter.
A començaments del segle xix es planteja desviar el riu Ter pel puig d'en Roca; el projecte no es dugué a terme pel seu alt cost econòmic. Durant aquest mateix segle es feien servir sistemes d'alerta com tocs de campana o trets per avisar dels aiguats. També es tenia estudiat el sistema d'evacuació de les persones mitjançant ponts de fusta, obertures a les parets mitgeres, etc., que funcionaren força bé en la majoria dels casos excepte en l'aiguat de 1843, a causa de la seva especial magnitud.
A causa de les inundacions causades pel riu Onyar el 1970, entre aquest any i el 1972 es van dur a terme un seguit d'obres a la llera del riu al mig de la ciutat per evitar futurs esdeveniments similars, donant-li a la conca una forma prismàtica de formigó. D'altra banda, la construcció de les preses del Pasteral i Susqueda contribuïren a fer que les vingudes del riu Ter disminuïssin notablement. El Güell també fou canalitzat entre el 1965 i el 1968.